# Lliga Europa de la UEFA 2009-2010
La Lliga Europa de la UEFA 2009-2010 fou la primera temporada d'aquesta competició que substituí la denominació antiga de Copa de la UEFA. La final es jugà al HSH Nordbank Arena, estadi de l'Hamburger SV, a Hamburg, Alemanya. Guanyà la competició l'Atlètic de Madrid que s'enfrontà al Fulham Football Club en la final del 12 de març.

## Repartiment de places
193 equips de 53 federacions participaren en la Lliga Europa UEFA 2009–10. Els països es distribueixen segons el seu coeficient UEFA.
El campió de la Copa de la UEFA 2008-2009, el Xakhtar Donetsk, tenia garantit el seu lloc a la fase de grups encara que no s'haguera classificat en la seva lliga.
Però com el Shakhtar es va classificar per a la Lliga de Campions, el repartiment original de places s'ha de canviar per compensar el buit deixat pel campió a la fase de grups. Encara no és clar si la UEFA farà que es classifique un equip més de la fase prèvia o reemplaçarà al Shaktar per l'equip guanyador de la copa de la federació amb més coeficient.
Aquest és l'esquema de classificació en cas que el lloc del Shaktar sigui reemplaçat pel guanyador de copa de la federació amb més coeficient:
- Les federacions de la 1 a la 6 classifiquen tres equips.
- Les federacions de la 7 la temporada 9 classifiquen quatre equips.
- Les federacions de la 10 a la 53 classifiquen tres equips, excepte Liechtenstein, Andorra i San Marino (que classifiquen només un equip)

### Distribució
Primera ronda classificatòria (46 equips)
- Els 14 equips que han quedat en segona posició en les seves lligues de les federacions 37 a 51 (excepte Liechtenstein).
- Els 29 equips que han quedat en tercera posició en les seves lligues de les federacions 22 a 51 (excepte Liechtenstein).
- Els 3 equips guanyadors de la iniciativa UEFA Fair Play.

Segona ronda classificatòria (80 equips)
- Els 23 guayadors de la primera ronda classificatòria.
- Els 24 guanyadors de copa de les federacions 30 a 53.
- Els 18 equips que han quedat en segona posició en les seves lligues de les federacions 19 a 36.
- Els 6 equips que han quedat en tercera posició en les seves lligues de les federacions 16 a 21.
- Els 6 equips que han quedat en quarta posició en les seves lligues de les federacions 10 a 15.
- Els 3 equips que han quedat en cinquena posició en les seves lligues de les federacions 7 a 9.

Tercera ronda classificatòria (70 equips)
- Els 40 guanyadors de la segona ronda classificatòria.
- Els 12 guayadors de copa de les federacions 18 a 29.
- Els 3 equips que han quedat en segona posició en les seves lligues de les federacions 16 a 18.
- Els 6 equips que han quedat en tercera posició en les seves lligues de les federacions 10 a 15.
- Els 3 equips que han quedat en quarta posició en les seves lligues de les federacions 7 a 9.
- Els 3 equips que han quedat en cinquena posició en les seves lligues de les federacions 4 a 6 (incloent els guanyadors de la Copa de la Lliga francesa).
- Els 3 equips que han quedat en la sisena posició en les seves lligues de les federacions 1 a 3.

Ronda eliminatòria (76 equips)
- Els 35 guanyadors de la tercera ronda classificatòria.
- Els 17 guanyadors de copa de les federacions 1 a 17.
- Els 3 equips que han quedat en tercera posició en les seves lligues de les federacions 7 a 9.
- Els 3 equips que han quedat en quarta posició en les seves lligues de les federacions 4 a 6.
- Els 3 equips que han quedat en cinquena posició en les seves lligues de les federacions 1 a 3.
- Els 15 perdedors de la tercera ronda classificatòria de Lliga de Campions de la UEFA 2009-10.

Fase de grups (48 equips)
- El campió actual (Sense emprar. La UEFA no ha decidit encara com omplirà aquest buit)
- Els 38 guanyadors de la ronda eliminatòria.
- Els 10 perdedors de la ronda eliminatòria de la Lliga de Campions de la UEFA 2009-10.

Fase final (32 equips)
- Els 12 guanyadors de grup de la fase de grups.
- Els 12 segons de grup de la fase de grups.
- Els 8 equips que han quedat en tercera posició a la fase de grups de la Lliga de Campions de la UEFA 2009-10.

## Dates
| Fase          | Ronda                         | Data del sorteig       | Anada                                       | Tornada                                     |
| ------------- | ----------------------------- | ---------------------- | ------------------------------------------- | ------------------------------------------- |
| Classificació | Primera ronda classificatòria | 22 de juny de 2009     | 2 de juliol de 2009                         | 9 de juliol de 2009                         |
| Classificació | Segona ronda classificatòria  | 22 de juny de 2009     | 16 de juliol de 2009                        | 23 de juliol de 2009                        |
| Classificació | Tercera ronda classificatòria | 17 de juliol de 2009   | 30 de juliol de 2009                        | 6 d'agost de 2009                           |
| Classificació | Ronda eliminatòria            | 7 d'agost de 2009      | 20 d'agost de 2009                          | 27 d'agost de 2009                          |
| Fase de grups | Jornada 1                     | 28 d'agost de 2009     | 17 de setembre de 2009                      | 17 de setembre de 2009                      |
| Fase de grups | Jornada 2                     | 28 d'agost de 2009     | 1 d'octubre de 2009                         | 1 d'octubre de 2009                         |
| Fase de grups | Jornada 3                     | 28 d'agost de 2009     | 22 d'octubre de 2009                        | 22 d'octubre de 2009                        |
| Fase de grups | Jornada 4                     | 28 d'agost de 2009     | 5 de novembre de 2009                       | 5 de novembre de 2009                       |
| Fase de grups | Jornada 5                     | 28 d'agost de 2009     | 2-3 de desembre de 2009                     | 2-3 de desembre de 2009                     |
| Fase de grups | Jornada 6                     | 28 d'agost de 2009     | 16-17 de desembre de 2009                   | 16-17 de desembre de 2009                   |
| Fase final    | Setzens de final              | 18 de desembre de 2009 | 18 de febrer de 2010                        | 25 de febrer de 2010                        |
| Fase final    | Vuitens de final              | 18 de desembre de 2009 | 11 de març de 2010                          | 18 de març de 2010                          |
| Fase final    | Quarts de final               | 19 de març de 2010     | 1 d'abril de 2010                           | 8 d'abril de 2010                           |
| Fase final    | Semifinals                    | 19 de març de 2010     | 22 d'abril de 2010                          | 29 d'abril de 2010                          |
| Fase final    | Final                         | 19 de març de 2010     | 12 de maig de 2010 al Imtech Arena, Hamburg | 12 de maig de 2010 al Imtech Arena, Hamburg |

## Fase classificatòria

### Primera ronda de classificació
2 de juliol i 9 de juliol de 2009.
| Partit | Equip 1            | Resultat global | Equip 2              | Resultat anada | Resultat tornada |
| ------ | ------------------ | --------------- | -------------------- | -------------- | ---------------- |
| 1      | FC MTZ-RIPO        | 3:2             | FK Sutjeska Nikšić   | 1:1            | 2:1              |
| 2      | FC Lahti           | 4:3             | KS Dinamo Tirana     | 4:1            | 0:2              |
| 3      | FK Vėtra           | 6:0             | CS Grevenmacher      | 3:0            | 3:0              |
| 4      | Rosenborg BK       | 6:1             | NSÍ Runavík          | 3:0            | 3:1              |
| 5      | Haladás            | 2:2             | FC Irtysh Pavlodar   | 1:0            | 1:2              |
| 6      | Sligo Rovers FC    | 2:3             | KS Vllaznia Shkodër  | 1:2            | 1:1              |
| 7      | FC Olimpi Rustavi  | 4:0             | B36 Tórshavn         | 2:0            | 2:0              |
| 8      | Anorthosis FC      | 7:1             | UN Käerjéng 97       | 5:0            | 2:1              |
| 9      | NK Slaven          | 1:0             | Birkirkara FC        | 1:0            | 0:0              |
| 10     | FC Zimbru Chişinău | 3:2             | FC Okzhetpes         | 1:2            | 2:0              |
| 11     | Lisburn FC         | 1:11            | FC Zestaponi         | 1:5            | 0:6              |
| 12     | Helsingborgs IF    | 4:2             | FC MIKA              | 3:1            | 1:1              |
| 13     | Valletta FC        | 5:2             | Keflavik ÍF          | 3:0            | 2:2              |
| 14     | Dinaburg FC        | 2:1             | JK Nõmme Kalju       | 2:1            | 0:0              |
| 15     | FK Budućnost       | 1:2             | KSP Polonia Warszawa | 0:2            | 1:0              |
| 16     | NK Rudar           | 6:1             | FC Narva Trans       | 3:0            | 3:1              |
| 17     | Motherwell FC      | 3:1             | Llanelli AFC         | 0:1            | 3:0              |
| 18     | NK Široki Brijeg   | 2:1             | FC Banants           | 2:0            | 0:1              |
| 19     | FC Spartak Trnava  | 5:2             | FC Inter Bakú        | 2:1            | 3:1              |
| 20     | FK Dinamo Minsk    | 3:2             | FK Renova            | 2:1            | 1:1              |
| 21     | Randers FC         | 7:0             | Linfield FC          | 4:0            | 3:0              |
| 22     | FK Simurq          | 0:4             | Bnei Yehuda FC       | 0:1            | 0:3              |
| 23     | The New Saints FC  | 2:4             | Fram Reykjavík       | 1:2            | 1:2              |

### Segona ronda de classificació
16 de juliol i 23 de juliol de 2009.
| Partit | Equip 1                   | Resultat global | Equip 2               | Resultat anada | Resultat tornada |
| ------ | ------------------------- | --------------- | --------------------- | -------------- | ---------------- |
| 1      | Rosenborg BK              | 0:1             | FK Karabakh           | 0:0            | 0:1              |
| 2      | FC Zimbru Chişinău        | 0:1             | Paços de Ferreira     | 0:0            | 0:1              |
| 3      | AC Juvenes/Dogana         | 0:5             | KSP Polonia Warszawa  | 0:1            | 0:4              |
| 4      | SK Sturm Graz             | 3:2             | NK Široki Brijeg      | 2:1            | 1:1              |
| 5      | FC Basilea                | 7:1             | FC Santa Coloma       | 3:0            | 4:1              |
| 6      | FC Honka                  | 3:0             | Bangor City FC        | 2:0            | 1:0              |
| 7      | MŠK Žilina                | 3:0             | FC Dacia Chişinău     | 2:0            | 1:0              |
| 8      | Anorthosis FC             | 3:4             | OFK Petrovac          | 2:1            | 1:3              |
| 9      | St. Patrick's Athletic FC | 2:1             | Valletta FC           | 1:1            | 1:0              |
| 10     | AC Omonia                 | 8:1             | Havnar Bóltfelag      | 4:0            | 4:1              |
| 11     | ND Gorica                 | 1:2             | FC Lahti              | 1:0            | 0:2              |
| 12     | SK Sigma Olomouc          | 3:1             | Fram Reykjavík        | 1:1            | 2:0              |
| 13     | KP Legia Warszawa         | 4:0             | FC Olimpi Rustavi     | 3:0            | 1:0              |
| 14     | Falkirk FC                | 1:2             | FC Vaduz              | 1:0            | 0:2              |
| 15     | IF Elfsborg               | 3:0             | Haladás               | 3:0            | 0:0              |
| 16     | SK Rapid Wien             | 8:0             | KS Vllaznia Shkodër   | 5:0            | 3:0              |
| 17     | FC Naftan                 | 2:2             | KAA Gent              | 2:1            | 0:1              |
| 18     | FK Metalurgs              | 3:4             | FC Dinamo Tbilisi     | 2:1            | 1:3              |
| 19     | FC Differdange 03         | 1:3             | HNK Rijeka            | 1:0            | 0:3              |
| 20     | FK Sūduva                 | 1:2             | Randers FC            | 0:1            | 1:1              |
| 21     | FK Vėtra                  | 3:2             | HJK Helsinki          | 0:1            | 3:1              |
| 22     | FK Milano                 | 2:12            | NK Slaven             | 0:4            | 2:8              |
| 23     | FK Dinamo Minsk           | 1:4             | Tromsø I.L.           | 0:0            | 1:4              |
| 24     | KR Reykjavík              | 3:1             | A.E. Larissa 1964     | 2:0            | 1:1              |
| 25     | Brøndby IF                | 4:2             | FC Flora Tallinn      | 0:1            | 4:1              |
| 26     | Aalborg BK                | 1:3             | FK Slavija            | 0:0            | 1:3              |
| 27     | FC Steaua Bucureşti       | 4:1             | Újpest FC             | 2:0            | 2:1              |
| 28     | FC Metalurh Donetsk       | 5:1             | FC MTZ-RIPO           | 3:0            | 2:1              |
| 29     | Crusaders FC              | 3:5             | FK Rabotnički         | 1:1            | 2:4              |
| 30     | Bnei Yehuda FC            | 5:0             | Dinaburg FC           | 4:0            | 1:0              |
| 31     | NAC Breda                 | 8:0             | FC Gandzasar Kapan    | 6:0            | 2:0              |
| 32     | PFC Cherno More           | 4:0             | FC Iskra-Stal         | 1:0            | 3:0              |
| 33     | FK Sevojno                | 1:1             | FBK Kaunas            | 0:0            | 1:1              |
| 34     | KS Flamurtari             | 2:8             | Motherwell FC         | 1:0            | 1:8              |
| 35     | FC Zestaponi              | 3:4             | Helsingborgs IF       | 1:2            | 2:2              |
| 36     | Skonto FC                 | 1:2             | Derry City FC         | 1:1            | 0:1              |
| 37     | Sliema Wanderers FC       | 0:3             | Maccabi Netanya FC    | 0:0            | 0:3              |
| 38     | Tobol Kostanay            | 1:3             | Galatasaray İstanbul  | 1:1            | 0:2              |
| 39     | NK Rudar                  | 0:5             | Estrella Roja Belgrad | 0:1            | 0:4              |
| 40     | FK Sarajevo               | 2:1             | FC Spartak Trnava     | 1:0            | 1:1              |

### Tercera ronda de classificació
30 de juliol i 6 d'agost de 2009.
| Partit | Equip 1                   | Resultat global | Equip 2               | Resultat anada | Resultat tornada |
| ------ | ------------------------- | --------------- | --------------------- | -------------- | ---------------- |
| 1      | Helsingborgs IF           | 3:3 (4-5)       | FK Sarajevo           | 2:1            | 1:2              |
| 2      | Fredrikstad F.K.          | 3:7             | KKS Lech Poznań       | 1:6            | 2:1              |
| 3      | HNK Rijeka                | 1:4             | FC Metalist Kharkiv   | 1:2            | 0:2              |
| 4      | AS Roma                   | 10:2            | KAA Gent              | 3:1            | 7:1              |
| 5      | FC Vaslui                 | 3:1             | AC Omonia             | 2:0            | 1:1              |
| 6      | FK Slavija                | 1:5             | MFK Košice            | 0:2            | 1:3              |
| 7      | IFK Göteborg              | 2:4             | Hapoel Tel Aviv FC    | 1:3            | 1:1              |
| 8      | PSV Eindhoven             | 2:0             | PFC Cherno More       | 1:0            | 1:0              |
| 9      | FC Metalurh Donetsk       | 5:0             | Interblock Ljubljana  | 2:0            | 3:0              |
| 10     | Vålerenga IF              | 2:2             | PAOK FC               | 1:2            | 1:0              |
| 11     | SK Rapid Wien             | 4:3             | APOP FC               | 2:1            | 2:2              |
| 12     | FC Honka                  | 1:3             | FK Karabakh           | 0:1            | 1:2              |
| 13     | FC Vaduz                  | 0:3             | FC Slovan Liberec     | 0:1            | 0:2              |
| 14     | St. Patrick's Athletic FC | 3:3             | PFK Krília            | 1:0            | 2:3              |
| 15     | Randers FC                | 1:4             | Hamburger SV          | 0:4            | 1:0              |
| 16     | Tromsø I.L.               | 4:1             | NK Slaven             | 2:1            | 2:0              |
| 17     | Brøndby IF                | 3:3             | KP Legia Warszawa     | 1:1            | 2:2              |
| 18     | FK Vojvodina              | 3:5             | FK Austria Wien       | 1:1            | 2:4              |
| 19     | PFC CSKA Sofia            | 2:1             | Derry City FC         | 1:0            | 1:1              |
| 20     | FC Steaua Bucureşti       | 6:1             | Motherwell FC         | 3:0            | 3:1              |
| 21     | MŠK Žilina                | 2:1             | HNK Hajduk Split      | 1:1            | 1:0              |
| 22     | SC Braga                  | 1:4             | IF Elfsborg           | 1:2            | 0:2              |
| 23     | Aberdeen FC               | 1:8             | SK Sigma Olomouc      | 1:5            | 0:3              |
| 24     | FK Rabotnički             | 3:7             | Odense BK             | 3:4            | 0:3              |
| 25     | FK Sevojno                | 0:4             | Lille OSCM            | 0:2            | 0:2              |
| 26     | OFK Petrovac              | 1:7             | SK Sturm Graz         | 1:2            | 0:5              |
| 27     | Fenerbahçe SK             | 6:2             | Budapest Honvéd FC    | 5:1            | 1:1              |
| 28     | Bnei Yehuda FC            | 2:0             | Paços de Ferreira     | 1:0            | 1:0              |
| 29     | Club Brugge KV            | 4:3             | FC Lahti              | 3:2            | 1:1              |
| 30     | Athletic Club             | 2:2             | BSC Young Boys        | 0:1            | 2:1              |
| 31     | KR Reykjavík              | 3:5             | FC Basilea            | 2:2            | 1:3              |
| 32     | Maccabi Netanya FC        | 1:10            | Galatasaray İstanbul  | 1:4            | 0:6              |
| 33     | FC Dinamo Tbilisi         | 4:5             | Estrella Roja Belgrad | 2:0            | 2:5              |
| 34     | KSP Polonia Warszawa      | 1:4             | NAC Breda             | 0:1            | 1:3              |
| 35     | FK Vėtra                  | 0:6             | Fulham FC             | 0:3            | 0:3              |

## Ronda eliminatòria
20 d'agost i 27 d'agost de 2009.
| Partit | Equip 1              | Resultat global | Equip 2                   | Resultat anada | Resultat tornada |
| ------ | -------------------- | --------------- | ------------------------- | -------------- | ---------------- |
| 1      | PAOK FC              | 1:1             | SC Heerenveen             | 1:1            | 0:0              |
| 2      | NK Dinamo de Zagreb  | 4:2             | Hearts FC                 | 4:0            | 0:2              |
| 3      | SV Werder Bremen     | 8:3             | FK Aktobe                 | 6:3            | 2:0              |
| 4      | Everton FC           | 5:1             | SK Sigma Olomouc          | 4:0            | 1:1              |
| 5      | FK BATE Borisov      | 4:1             | PFC Litex Lovech          | 0:1            | 4:0              |
| 6      | NAC Breda            | 2:9             | Vila-real CF              | 1:3            | 1:6              |
| 7      | KKS Lech Poznań      | 1:1 (3:4)       | Club Brugge KV            | 1:0            | 0:1              |
| 8      | Fulham FC            | 3:2             | FC Amkar Perm             | 3:1            | 0:1              |
| 9      | Galatasaray İstanbul | 6:1             | FC Levadia Tallinn        | 5:0            | 1:1              |
| 10     | FK Teplice           | 2:3             | Hapoel Tel Aviv FC        | 1:2            | 1:1              |
| 11     | FC Metalurh Donetsk  | 4:5             | FK Austria Wien           | 2:2            | 2:3              |
| 12     | FC Twente            | 3:1             | FK Karabakh               | 3:1            | 0:0              |
| 13     | MFK Košice           | 4:10            | AS Roma                   | 3:3            | 1:7              |
| 14     | PFC CSKA Sofia       | 2:1             | FC Dynamo Moscou          | 0:0            | 2:1              |
| 15     | KRC Genk             | 3:6             | Lille OSCM                | 1:2            | 2:4              |
| 16     | Bnei Yehuda FC       | 0:2             | PSV Eindhoven             | 0:1            | 0:1              |
| 17     | SS Lazio             | 3:1             | IF Elfsborg               | 3:0            | 0:1              |
| 18     | Trabzonspor          | 2:3             | Toulouse FC               | 1:3            | 1:0              |
| 19     | FK Partizan          | 3:1             | MŠK Žilina                | 1:1            | 2:0              |
| 20     | FK Bakú              | 2:8             | FC Basilea                | 1:3            | 1:5              |
| 21     | AFC Ajax             | 7:1             | ŠK Slovan Bratislava      | 5:0            | 2:1              |
| 22     | Sivasspor            | 0:5             | FC Xakhtar Donetsk        | 0:3            | 0:2              |
| 23     | Brøndby IF           | 3:4             | Hertha BSC                | 2:1            | 1:3              |
| 24     | Athletic Club        | 4:3             | Tromsø I.L.               | 3:2            | 1:1              |
| 25     | FK Sarajevo          | 2:3             | CFR Cluj                  | 1:1            | 1:2              |
| 26     | SK Rapid Wien        | 2:2             | Aston Villa FC            | 1:0            | 1:2              |
| 27     | FC Steaua Bucureşti  | 5:1             | St. Patrick's Athletic FC | 3:0            | 2:1              |
| 28     | NK Maribor           | 0:3             | AC Sparta Praha           | 0:2            | 0:1              |
| 29     | CD Nacional          | 5:4             | FC Zenit                  | 4:3            | 1:1              |
| 30     | Genoa CFC            | 4:2             | Odense BK                 | 3:1            | 1:1              |
| 31     | FC Dinamo Bucureşti  | 3:2             | FC Slovan Liberec         | 0:2            | 3:0              |
| 32     | EA Guingamp          | 2:8             | Hamburger SV              | 1:5            | 1:3              |
| 33     | FC Sion              | 2:4             | Fenerbahçe SK             | 0:2            | 2:2              |
| 34     | SK Sturm Graz        | 2:1             | FC Metalist Kharkiv       | 1:1            | 1:0              |
| 35     | SK Slavia Praha      | 4:2             | Estrella Roja Belgrad     | 3:0            | 1:2              |
| 36     | SL Benfica           | 5:2             | FC Vorskla Poltava        | 4:0            | 1:2              |
| 37     | FC Vaslui            | 2:4             | AEK Atenes                | 2:1            | 0:3              |
| 38     | Stabæk Fotball       | 1:7             | València CF               | 0:3            | 1:4              |

## Fase de grups

### Grup A
| Equip            | PJ | PG | PE | PP | GF | GC | Dif | Punts |
| ---------------- | -- | -- | -- | -- | -- | -- | --- | ----- |
| RSC Anderlecht   | 6  | 3  | 2  | 1  | 9  | 4  | +5  | 11    |
| AFC Ajax         | 6  | 3  | 2  | 1  | 8  | 6  | +2  | 11    |
| Dinamo de Zagreb | 6  | 2  | 0  | 4  | 6  | 8  | -2  | 6*    |
| FC Timişoara     | 6  | 1  | 2  | 3  | 4  | 9  | -5  | 5     |

| AFC Ajax         | –   | 1-3 | 2-1 | 0-0 |
| RSC Anderlecht   | 1-1 | –   | 0-1 | 3-1 |
| Dinamo de Zagreb | 0-2 | 0-2 | –   | 1-2 |
| FC Timişoara     | 1-2 | 0-0 | 0-3 | –   |

- El 29 d'octubre del 2009, el Comitè de Disciplina de la UEFA va decidir que el Dinamo Zagreb hauria de jugar la resta dels seus partits com a local a porta tancada. A més li van treure els 3 punts guanyats contra el FC Timişoara. Tot això a causa dels fets succeïts durant el partit entre l'equip croat i el rumanès. La UEFA no va escoltar l'apel·lació del Dinamo fins després del primer partit a porta tancada contra l'Ajax. Al final UEFA va tornar els 3 punts i li va imposar una multa de 75.000 € i la prohibició de jugar competicions europees durant 3 anys.

### Grup B
| Equip        | PJ | PG | PE | PP | GF | GC | Dif | Punts |
| ------------ | -- | -- | -- | -- | -- | -- | --- | ----- |
| València CF  | 6  | 3  | 3  | 0  | 12 | 8  | +4  | 12    |
| Lille OSC    | 6  | 3  | 1  | 2  | 15 | 9  | +6  | 10    |
| Genoa CFC    | 6  | 2  | 1  | 3  | 8  | 10 | -2  | 7     |
| Slavia Praga | 6  | 0  | 3  | 3  | 5  | 13 | -8  | 3     |

| Genoa CFC    | –   | 3-2 | 2-0 | 1-2 |
| Lille OSC    | 3-0 | –   | 3-1 | 1-1 |
| Slavia Praga | 0-0 | 1-5 | –   | 2-2 |
| València CF  | 3-2 | 3-1 | 1-1 | –   |

### Grup C
| Equip              | PJ | PG | PE | PP | GF | GC | Dif | Punts |
| ------------------ | -- | -- | -- | -- | -- | -- | --- | ----- |
| Hapoel Tel Aviv FC | 6  | 4  | 0  | 2  | 13 | 8  | +5  | 12    |
| Hamburger SV       | 6  | 3  | 1  | 2  | 7  | 6  | +1  | 10    |
| Celtic FC          | 6  | 1  | 3  | 2  | 7  | 7  | +0  | 6     |
| Rapid Wien         | 6  | 1  | 2  | 3  | 8  | 14 | -6  | 5     |

| Celtic FC          | –   | 0-1 | 2-0 | 1-1 |
| Hamburger SV       | 0-0 | –   | 4-2 | 2-0 |
| Hapoel Tel Aviv FC | 2-1 | 1-0 | –   | 5-1 |
| Rapid Wien         | 3-3 | 3-0 | 0-3 | –   |

### Grup D
| Equip         | PJ | PG | PE | PP | GF | GC | Dif | Punts |
| ------------- | -- | -- | -- | -- | -- | -- | --- | ----- |
| Sporting CP   | 6  | 3  | 2  | 1  | 8  | 6  | +2  | 11    |
| Hertha BSC    | 6  | 3  | 1  | 2  | 6  | 5  | +1  | 10    |
| SC Heerenveen | 6  | 2  | 2  | 2  | 11 | 7  | +4  | 8     |
| FK Ventspils  | 6  | 0  | 3  | 3  | 3  | 10 | -7  | 3     |

| SC Heerenveen | –   | 2-3 | 2-3 | 5-0 |
| Hertha BSC    | 0-1 | –   | 1-0 | 1-1 |
| Sporting CP   | 1-1 | 1-0 | –   | 1-1 |
| FK Ventspils  | 0-0 | 0-1 | 1-2 | –   |

### Grup E
| Equip      | PJ | PG | PE | PP | GF | GC | Dif | Punts |
| ---------- | -- | -- | -- | -- | -- | -- | --- | ----- |
| AS Roma    | 6  | 3  | 2  | 1  | 10 | 5  | +5  | 13    |
| Fulham FC  | 6  | 3  | 2  | 1  | 8  | 6  | +2  | 11    |
| FC Basel   | 6  | 3  | 0  | 3  | 10 | 7  | +3  | 9     |
| CSKA Sofia | 6  | 0  | 1  | 5  | 2  | 12 | -10 | 1     |

| FC Basel   | –   | 3-1 | 2-3 | 2-0 |
| CSKA Sofia | 0-2 | –   | 1-1 | 0-3 |
| Fulham FC  | 1-0 | 1-0 | –   | 1-1 |
| AS Roma    | 2-1 | 2-0 | 2-1 | –   |

### Grup F
| Equip            | PJ | PG | PE | PP | GF | GC | Dif | Punts |
| ---------------- | -- | -- | -- | -- | -- | -- | --- | ----- |
| Galatasaray SK   | 6  | 4  | 1  | 1  | 12 | 4  | +8  | 13    |
| Panathinaikos FC | 6  | 4  | 0  | 2  | 7  | 4  | +3  | 12    |
| Dinamo Bucureşti | 6  | 2  | 0  | 4  | 4  | 12 | -8  | 6     |
| Sturm Graz       | 6  | 0  | 1  | 4  | 3  | 6  | -3  | 4     |

| Dinamo Bucureşti | –   | 0-3 | 0-1 | 2-1 |
| Galatasaray SK   | 4-1 | –   | 1-0 | 1-1 |
| Panathinaikos FC | 3-0 | 1-3 | –   | 1-0 |
| Sturm Graz       | 0-1 | 1-0 | 0-1 | –   |

### Grup G
| Equip             | PJ | PG | PE | PP | GF | GC | Dif | Punts |
| ----------------- | -- | -- | -- | -- | -- | -- | --- | ----- |
| Red Bull Salzburg | 6  | 6  | 0  | 0  | 9  | 2  | +7  | 18    |
| Vila-real CF      | 6  | 3  | 0  | 3  | 8  | 6  | +2  | 9     |
| SS Lazio          | 6  | 2  | 0  | 4  | 9  | 10 | -1  | 6     |
| Levski Sofia      | 6  | 1  | 0  | 5  | 1  | 9  | -8  | 3     |

| SS Lazio          | –   | 0-1 | 1-2 | 2-1 |
| Levski Sofia      | 0-4 | –   | 0-1 | 0-2 |
| Red Bull Salzburg | 2-1 | 1-0 | –   | 2-0 |
| Vila-real CF      | 4-1 | 1-0 | 0-1 | –   |

### Grup H
| Equip            | PJ | PG | PE | PP | GF | GC | Dif | Punts |
| ---------------- | -- | -- | -- | -- | -- | -- | --- | ----- |
| Fenerbahçe SK    | 6  | 5  | 0  | 1  | 8  | 3  | +5  | 15    |
| FC Twente        | 6  | 2  | 2  | 2  | 5  | 6  | -1  | 8     |
| Sheriff Tiraspol | 6  | 1  | 2  | 3  | 4  | 5  | -1  | 5     |
| Steaua Bucureşti | 6  | 0  | 4  | 2  | 3  | 6  | -3  | 4     |

| Fenerbahçe SK    | –   | 1-0 | 3-1 | 1-2 |
| Sheriff Tiraspol | 0-1 | –   | 1-1 | 2-0 |
| Steaua Bucureşti | 0-1 | 0-0 | –   | 1-1 |
| FC Twente        | 0-1 | 2-1 | 0-0 | –   |

### Grup I
| Equip      | PJ | PG | PE | PP | GF | GC | Dif | Punts |
| ---------- | -- | -- | -- | -- | -- | -- | --- | ----- |
| SL Benfica | 6  | 5  | 0  | 1  | 13 | 3  | +10 | 15    |
| Everton FC | 6  | 3  | 0  | 3  | 7  | 9  | -2  | 9     |
| FC BATE    | 6  | 2  | 1  | 3  | 7  | 9  | -2  | 7     |
| AEK Atenes | 6  | 1  | 1  | 4  | 5  | 11 | -6  | 4     |

| AEK Atenes | –   | 2-2 | 1-0 | 0-1 |
| FC BATE    | 2-1 | –   | 1-2 | 1-2 |
| SL Benfica | 2-1 | 2-0 | –   | 5-0 |
| Everton FC | 4-0 | 0-2 | 0-2 | –   |

### Grup J
| Equip            | PJ | PG | PE | PP | GF | GC | Dif | Punts |
| ---------------- | -- | -- | -- | -- | -- | -- | --- | ----- |
| Shakhtar Donetsk | 6  | 4  | 1  | 1  | 14 | 3  | +11 | 13    |
| Club Brugge      | 6  | 3  | 2  | 1  | 10 | 8  | +2  | 11    |
| Toulouse FC      | 6  | 2  | 1  | 3  | 6  | 11 | -5  | 7     |
| FK Partizan      | 6  | 1  | 0  | 5  | 6  | 14 | -8  | 3     |

| Club Brugge      | –   | 2-0 | 1-4 | 1-0 |
| FK Partizan      | 2-4 | –   | 1-0 | 2-3 |
| Shakhtar Donetsk | 0-0 | 4-1 | –   | 4-0 |
| Toulouse FC      | 2-2 | 1-0 | 0-2 | –   |

### Grup K
| Equip         | PJ | PG | PE | PP | GF | GC | Dif | Punts |
| ------------- | -- | -- | -- | -- | -- | -- | --- | ----- |
| PSV Eindhoven | 6  | 4  | 1  | 0  | 9  | 3  | +6  | 14    |
| FC Copenhagen | 6  | 3  | 1  | 2  | 7  | 4  | +3  | 10    |
| Sparta Praga  | 6  | 2  | 1  | 3  | 7  | 9  | -2  | 7     |
| CFR Cluj      | 6  | 1  | 0  | 5  | 4  | 11 | -7  | 3     |

| CFR Cluj      | –   | 2-0 | 0-3 | 2-3 |
| FC Copenhagen | 2-0 | –   | 1-1 | 1-0 |
| PSV Eindhoven | 1-0 | 1-0 | –   | 1-0 |
| Sparta Praga  | 2-0 | 0-3 | 2-2 | –   |

### Grup L
| Equip         | PJ | PG | PE | PP | GF | GC | Dif | Punts |
| ------------- | -- | -- | -- | -- | -- | -- | --- | ----- |
| Werder Bremen | 6  | 5  | 1  | 0  | 17 | 6  | +11 | 16    |
| Athletic Club | 6  | 3  | 1  | 2  | 10 | 8  | +2  | 10    |
| CD Nacional   | 6  | 1  | 2  | 3  | 11 | 12 | -1  | 5     |
| Austria Wien  | 6  | 0  | 2  | 4  | 4  | 16 | -12 | 2     |

| Athletic Club | –   | 3-0 | 2-1 | 0-3 |
| Austria Wien  | 0-3 | –   | 1-1 | 2-2 |
| CD Nacional   | 1-1 | 5-1 | –   | 2-3 |
| Werder Bremen | 3-1 | 2-0 | 4-1 | –   |

## Setzens de final
18 de febrer i 23/25 de febrer de 2010.
| Partit | Equip 1          | Resultat global | Equip 2                | Resultat anada | Resultat tornada |
| ------ | ---------------- | --------------- | ---------------------- | -------------- | ---------------- |
| 1      | FC Rubin Kazan   | 3:0             | Hapoel Tel Aviv FC     | 3:0            | 0:0              |
| 2      | Athletic Club    | 2:5             | RSC Anderlecht         | 1:1            | 1:4              |
| 3      | FC Copenhagen    | 2:6             | Olympique de Marseille | 1:3            | 1:3              |
| 4      | Panathinaikos FC | 6:4             | AS Roma                | 3:2            | 3:2              |
| 5      | Atlético Madrid  | 3:2             | Galatasaray SK         | 1:1            | 2:1              |
| 6      | AFC Ajax         | 1:2             | Juventus FC            | 1:2            | 0:0              |
| 7      | Club Brugge      | 1:3             | València CF            | 1:0            | 0:3              |
| 8      | Fulham FC        | 3:2             | Shakhtar Donetsk       | 2:1            | 1:1              |
| 9      | Liverpool FC     | 4:1             | Unirea Urziceni        | 1:0            | 3:1              |
| 10     | Hamburger SV     | 3:3             | PSV Eindhoven          | 1:0            | 2:3              |
| 11     | Vila-real CF     | 3:6             | VfL Wolfsburg          | 2:2            | 1:4              |
| 12     | Standard Liège   | 3:2             | Red Bull Salzburg      | 3:2            | 0:0              |
| 13     | FC Twente        | 2:4             | SV Werder Bremen       | 1:0            | 1:4              |
| 14     | Lille OSC        | 3:2             | Fenerbahçe SK          | 2:1            | 1:1              |
| 15     | Everton FC       | 2:4             | Sporting CP            | 2:1            | 0:3              |
| 16     | Hertha BSC       | 1:5             | SL Benfica             | 1:1            | 0:4              |

## Vuitens de final
11 i 18 de març de 2010.
| Partit | Equip 1          | Resultat global | Equip 2                | Resultat anada | Resultat tornada |
| ------ | ---------------- | --------------- | ---------------------- | -------------- | ---------------- |
| 1      | Hamburger SV     | 6:5             | RSC Anderlecht         | 3:1            | 3:4              |
| 2      | FC Rubin Kazan   | 2:3             | VfL Wolfsburg          | 1:1            | 1:2              |
| 3      | Atlético Madrid  | 2:2             | Sporting CP            | 0:0            | 2:2              |
| 4      | SL Benfica       | 3:2             | Olympique de Marseille | 1:1            | 2:1              |
| 5      | Panathinaikos FC | 1:4             | Standard Liège         | 1:3            | 0:1              |
| 6      | Lille OSC        | 1:3             | Liverpool FC           | 1:0            | 0:3              |
| 7      | Juventus FC      | 4:5             | Fulham FC              | 3:1            | 1:4              |
| 8      | València CF      | 5:5             | SV Werder Bremen       | 1:1            | 4:4              |

## Quarts de final
1 i 8 d'abril de 2010.
| Partit | Equip 1      | Resultat global | Equip 2         | Resultat anada | Resultat tornada |
| ------ | ------------ | --------------- | --------------- | -------------- | ---------------- |
| 1      | Hamburger SV | 5:2             | Standard Liège  | 2:1            | 3:1              |
| 2      | Fulham FC    | 3:1             | VfL Wolfsburg   | 2:1            | 1:0              |
| 3      | València CF  | 2:2             | Atlético Madrid | 2:2            | 0:0              |
| 4      | SL Benfica   | 3:5             | Liverpool FC    | 2:1            | 1:4              |

## Semifinals
22 i 29 d'abril de 2010.
| Partit | Equip 1         | Resultat global | Equip 2      | Resultat anada | Resultat tornada |
| ------ | --------------- | --------------- | ------------ | -------------- | ---------------- |
| 1      | Hamburger SV    | 1:2             | Fulham FC    | 0:0            | 1:2              |
| 2      | Atlético Madrid | 2:2             | Liverpool FC | 1:0            | 1:2              |

## Final
Es jugà el dia 12 de maig de 2010 a l'estadi HSH Nordbank Arena d'Hamburg. Marcaren Diego Forlán (min. 31, 1:0), Simon Davies (min. 37, 1:1), i de nou Forlán (min. 116, 2:1).
| Partit | Equip 1            | Resultat | Equip 2   |
| ------ | ------------------ | -------- | --------- |
| F      | Atlético de Madrid | 2:1      | Fulham FC |

| UEFA Europa League 2009–2010 Guanyador |
| -------------------------------------- |
| Atlético Madrid Primer títol           |